# Metallochlora glauca
Metallochlora glauca är en fjärilsart som beskrevs av Claude Herbulot 1977. Metallochlora glauca ingår i släktet Metallochlora och familjen mätare. Inga underarter finns listade i Catalogue of Life.